# Kanton Boissy-Saint-Léger
Kanton Boissy-Saint-Léger (fr. Canton de Boissy-Saint-Léger) je francouzský kanton v departementu Val-de-Marne v regionu Île-de-France. Tvoří ho dvě obce.

## Obce kantonu
- Boissy-Saint-Léger
- Limeil-Brévannes